# Warped Tour 2005 Tour Compilation
Warped Tour 2005 Tour Compilation è l'ottava compilation del Warped Tour, pubblicata il 7 giugno 2005.
La copertina mostra il chitarrista e cantante degli Anti-Flag fotografato durante il Warped Tour del 2004.

## Tracce

### Disco 1
1. The Darkest Places - 2:34 (MxPx)
2. Sunshine Highway - 3:21 (Dropkick Murphys)
3. Beheaded - 2:34 (The Offspring)
4. Saturday - 3:36 (Fall Out Boy)
5. Poison - 2:51 (Hot Water Music)
6. Checkmarks - 2:57 (The Academy Is...)
7. Start Wearing Purple - 3:41 (Gogol Bordello)
8. You Alone - 2:57	(Street Dogs)
9. Bleeding Mascara - 2:25 (Atreyu)
10. Out of Control - 3:33 (Rufio)
11. It's Dangerous Business Walking Out Your Front Door - 3:58 (Underoath)
12. The Ones - 3:15 (Hopesfall)
13. Note to Self - 3:35 (From First to Last)
14. Gone So Young - 3:22 (Amber Pacific)
15. For Fiona - 2:45 (No Use for a Name)
16. Composing - 4:23 (Boys Night Out)
17. Take Me Away - 2:41 (Plain White T's)
18. Weapons of Mass Deception - 2:15 (The Unseen)
19. Me vs. Morrissey in the Pretentiousness Contest (The Ladder Match) - 1:44 (Wilhelm Scream)
20. It's Kinda Like a Body Bag - 2:27 (Underminded)
21. Tension - 3:33 (Nural)
22. Suspension - 3:55 (Mae)
23. The Rising End (The First Prophecy) - 3:27 (Zao)
24. Don't Look Away - 2:54 (Greeley Estates)
25. You Lost, You're Crazy - 1:41 (Big D and the Kids Table)

### Disco 2
1. Yell Out - 2:33 (Pennywise)
2. Selfish Man Live in L.A. - 2:34 (Flogging Molly)
3. To the World - 3:20 (Strike Anywhere)
4. Ohio Is for Lovers - 4:01 (Hawthorne Heights)
5. Ray - 2:52 (Millencolin)
6. Love Lost in a Hail of Gunfire - 3:45 (Bleeding Through)
7. Sydney  - 3:11 (Halifax)
8. Car Underwater - 3:46 (Armor For Sleep)
9. Gyasi Went Home - 2:24 (Bedouin Soundclash)
10. Make Out Kids - 3:04 (Motion City Soundtrack)
11. Just Like I Remember - 3:05 (Bleed The Dream)
12. Entombed We Collide - 3:48 (Death by Stereo)
13. Smashed into Pieces - 3:41 (Silverstein)
14. Theatre - 2:49 (Gatsbys American Dream)
15. White and Gold - 3:12 (Roses Are Red)
16. Skeleton Jar - 3:51 (Youth Group)
17. Saturday - 3:16 (Go Betty Go)
18. By My Side - 3:24 (Left Alone)
19. Analog - 2:34 (Strung Out)
20. Dog-Eared Page - 3:42 (Matches)
21. Ashes, Ashes - 2:38 (Hidden In Plain View)
22. Hold on for Your Dearest Life - 3:09 (Name Taken)
23. Being Alright - 3:03 (Tsunami Bomb)
24. Mission - 2:21 (Phenomenauts)
25. Taxi Driver - 1:58 (Gym Class Heroes)

## Classifiche
| Classifica (2005)         | Posizione massima |
| ------------------------- | ----------------- |
| Stati Uniti               | 13                |
| Stati Uniti (independent) | 1                 |